# توفیق (سومالی)
توفیق یک منطقهٔ مسکونی در سومالی است که در Mudug واقع شده‌است.